# Molly Ringwald
Molly Kathleen Ringwald (ur. 18 lutego 1968 w Roseville) – amerykańska aktorka, piosenkarka i tancerka, która zdobyła największą popularność w latach 80. XX w..

## Życiorys
Przyszła na świat w Roseville w Kalifornii jako najmłodsze dziecko Adele Edith Frembd, kucharki, i Roberta Scotta „Boba” Ringwalda, niewidomego pianisty jazzowego. Ma starszą siostrę Beth (ur. 1965) i starszego brata Kelly (ur. 1966).
W wieku pięciu lat wystąpiła w przedstawieniu Alicja w Krainie Czarów jako popielica. Mając sześć lat wraz ze swoim ojcem i grupą Fulton Street Jazz Band nagrała album „I Wanna Be Loved by You”. Pojawiała się w lokalnych reklamach i programie muzycznym dla dzieci Klub Myszki Miki (1977).
W 1978 zagrała postać Kate w musicalu Annie w Los Angeles. Trafiła na mały ekran w sitcomie NBC Fakty z życia (The Facts of Life, 1979–1980) i spin-off Różne uderzenia (Diff’rent Strokes, 1980).
W 1980 nagrała dwie piosenki – „This Is My Country” i „The Star-Spangled Banner”, które znalazły się na patriotycznej płycie „Yankee Doodle Mickey” wydanej przez The Walt Disney Company. Uczęszczała do Bella Vista High School. W 1986 ukończyła Lycee Francaise School w Los Angeles.
Zadebiutowała na dużym ekranie rolą Mirandy Dimi w komediodramacie Paula Mazursky’ego Burza (Tempest, 1982) u boku Geny Rowlands, Susan Sarandon i Vittorio Gassmana, za którą zdobyła nominację do nagrody Złotego Globu.
Po zagraniu roli Niki w westernie fantastycznonaukowym Kosmiczne łowy (Spacehunter: Adventures in the Forbidden Zone, 1983) z Peterem Straussem, zdobyła sympatię publiczności w rolach nastolatek w filmach Johna Hughesa; za postać Samanthy Baker w komedii romantycznej Szesnaście świeczek (Sixteen Candles, 1984) otrzymała Young Artist Award, w roli Claire „Księżniczki” Standish w komediodramacie Klub winowajców (The Breakfast Club, 1985) i jako Andie Walsh w komedii romantycznej Dziewczyna w różowej sukience (Pretty in Pink, 1986). Trafiła na okładkę tygodnika „Time” z 26 maja 1986 z nagłówkiem „Czy nie jest słodka?”.
Pojawiła się w dramacie fantastycznonaukowym Jeana-Luca Godarda według sztuki szekspirowskiej Król Lear (King Lear, 1987). W komedii romantycznej Podrywacz artysta (The Pick-up Artist, 1987) zagrała postać córki szefa miejscowej mafii, która okazuje się zupełnie nieczuła na wdzięki głównego bohatera (Robert Downey Jr.). Odrzuciła propozycje zagrania głównych ról w Pretty Woman i Uwierz w ducha. Jednak rola Betsy Hopper w komedii romantycznej Alana Aldy Wesele Betsy (Betsy's Wedding, 1990) przyniosła jej nominację do Złotej Maliny dla najgorszej aktorki. W 1999 zadebiutowała na Broadwayu jako Sally Bowles w musicalu Cabaret. Zagrała postać ironicznej stewardesy w filmowej parodii To nie jest kolejna komedia dla kretynów (Not Another Teen Movie, 2001; rola cameo).

## Życie prywatne
Spotykała się z aktorem Anthony Michaelem Hallem (1984–1985), Dweezilem Zappą (1985–1986), synem Franka Zappy i Adamem „King Ad-Rock” Horovitzem (1987–1988) z zespołu Beastie Boys. Od 28 lipca 1999 do 2002 była mężatką z Valery Lameignere. Ze związku z Panio Gianopoulosem, pisarzem i redaktorem naczelnym, ma córkę Mathildę Ereni (ur. 22 października 2003) oraz bliźnięta, Adele Georgianę i Romana Stylianosa (ur. 10 lipca 2009). 6 lipca 2007 Ringwald i Gianopoulos zawarli związek małżenski.